# Martina Lenzini
Martina Lenzini, född den 23 juli 1998 i Pavullo nel Frignano, är en italiensk fotbollsspelare.

## Karriär
Martina Lenzini inledde sin seniorkarriär i Olimpia Vignola 2012. Hon värvades 2014 av ACF Brescia och 2017 av Juventus FC varifrån hon är utlånad till Sassuolo. Hon har även representerat det italienska damlandslaget där hon debuterade år 2020.